# 皮耶尼內國家公園 (斯洛伐克)
49°24′N 20°25′E / 49.400°N 20.417°E

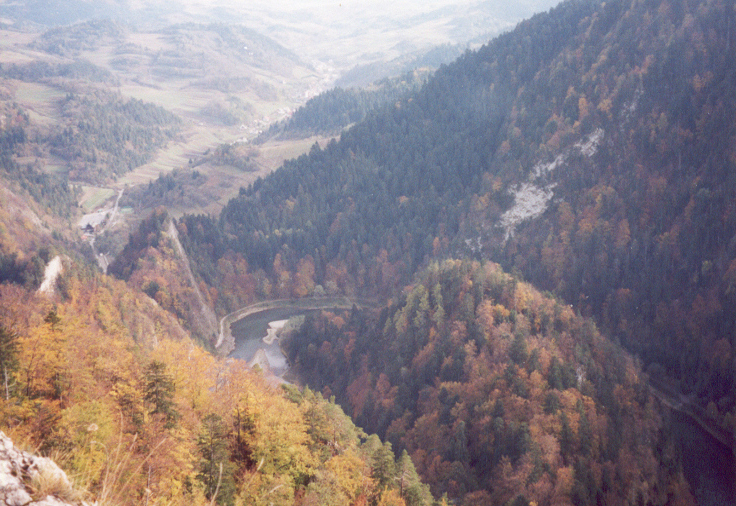

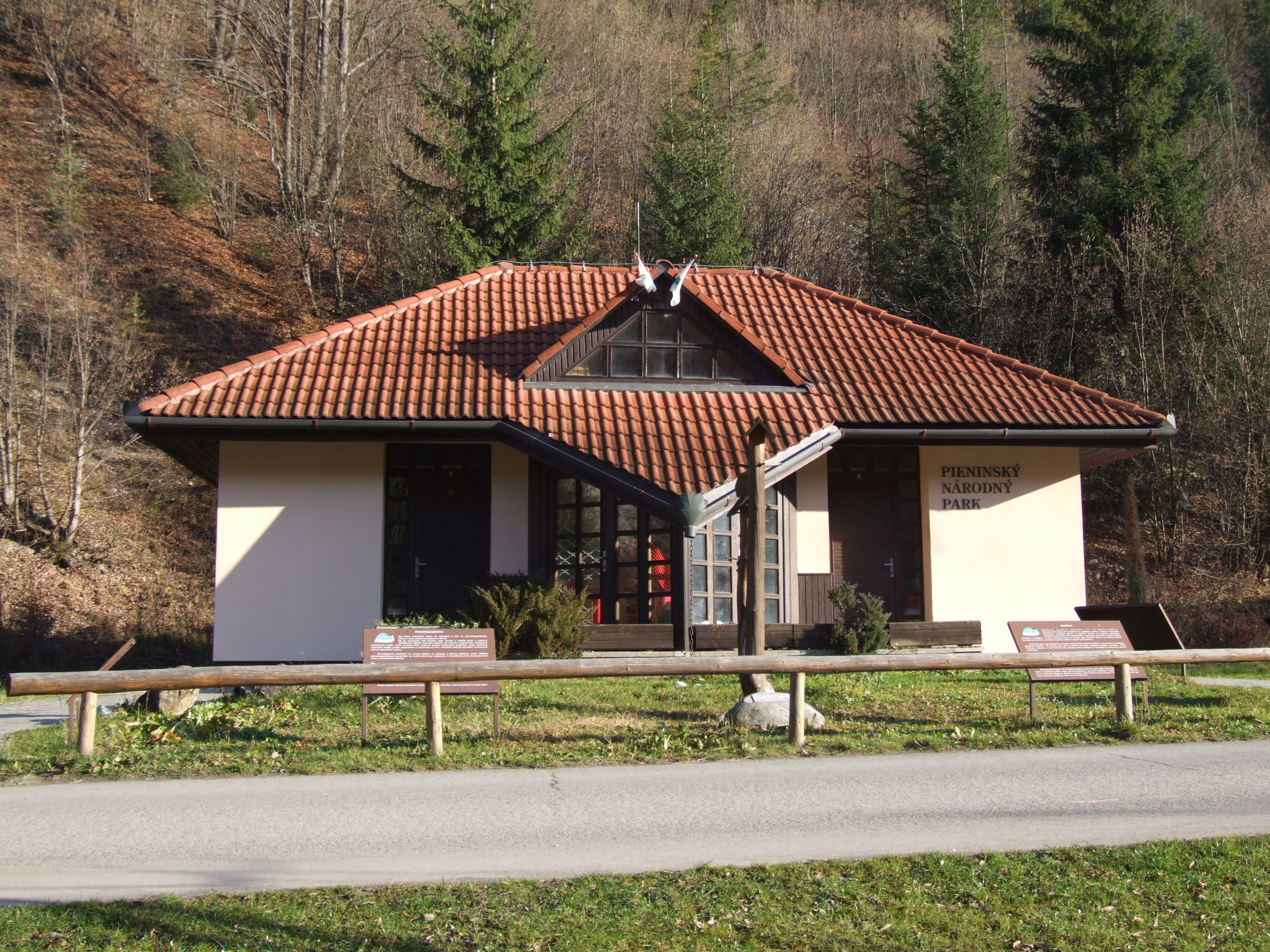

皮耶尼內國家公園是斯洛伐克的國家公園，位於該國北部皮耶尼內山脈東部，毗鄰與波蘭接壤的邊境，始建於1967年1月16日，面積37.5平方公里。

## 外部連結
- Pieniny National Park at Slovakia.travel